# بنيامين اندري
بنيامين اندري (بالإنجليزية: Benjamin ANDRE)‏ (مواليد 3 أغسطس 1990 في فرنسا) لاعب كرة قدم يجيد اللعب في خط الوسط يلعب حاليا لصالح نادي أجاكسيو الفرنسي.

## روابط خارجية
- بنيامين اندري على موقع الاتحاد الأوربي (الإنجليزية)
- بنيامين اندري على موقع رابطة كرة القدم الفرنسية للمحترفين (الإنجليزية)
- بنيامين اندري على موقع قاعدة بيانات كرة القدم.إي يو (الإنجليزية)
- بنيامين اندري على موقع ليكيب (الفرنسية)
- بنيامين اندري على موقع Soccerbase.com (لاعب) (الإنجليزية)
- بنيامين اندري على موقع Soccerway.com (الإنجليزية)
- بنيامين اندري على موقع عالم كرة القدم.نت (الإنجليزية)
- بنيامين اندري على موقع كووورة
- بنيامين اندري على موقع AS.com (الإسبانية)